# Litermont-Gipfel-Tour
Die Litermont-Gipfel-Tour ist ein Premium- und Rundwanderweg im Saarland.

## Hintergrund
Der am Litermont gelegene Wanderweg ist Teil des Saar-Hunsrück-Steigs und wurde von dem Wandermagazin zum Wanderweg des Jahres 2007 ausgezeichnet. Seit seiner ersten Zertifizierung als Premiumwanderweg im Jahr 2006 wurde er mehrfach hoch bewertet durch das Deutsche Wanderinstitut.
Neben Tümpeln befinden sich als Lebensräume Blockschuttwälder und Traubeneichenwälder an dem Wanderweg.
2018 wurde an dem Wanderweg ein geologischer Lehrpfad mit 14 Stationen eingerichtet.

## Beschreibung
Die Tour führt von dem Waldparkplatz Etzelbachstraße in Nalbach hinauf zu dem Gipfel des Litermonts. Dabei führt er vorbei an dem Quellgebiet des Etzelbachs, einer ehemaligen Sandgrube, die heute Froschparadies genannt wird und ein Feuchtgebiet ist, einer Mariengrotte, entlang an dem Piesbach mit einigem seiner Quellbäche, vorbei an einem Wildgehege und einem Westwall-Bunker. Der Abstieg führt vorbei an dem Felsenmassiv Mondsteine und dem Naturdenkmal Grauen Stein.